# ディートリヒ・フラバク
ディートリヒ・「ディーター」・フラバク（Dietrich "Dieter" Hrabak、1914年12月19日 - 1995年 9月15日）は、第二次世界大戦時のドイツ空軍のエース・パイロットである。1935年から1945年5月8日までドイツ国防軍、1955年から1970年9月30日に退役するまではドイツ連邦軍の空軍に奉職した。エース・パイロットとは空中戦で5機以上の敵機を撃墜した軍隊パイロットを呼び表す呼称である。第二次世界大戦中に1,000回以上の作戦行動に出撃し、東部戦線での109機と西部戦線での16機を含む125機の戦果を記録した。

## 軍歴
フラバクは早い時期から航空に興味を示していたが、1934年に海軍に入隊した。2年後に空軍に転籍となりパイロットの資格を取得した。
1938年にフラバクはウィーンの第138戦闘航空団（JG 138）/第I飛行隊に配属された。この部隊はポーランド侵攻作戦中に第76戦闘航空団（JG 76）/第I飛行隊に改称され、1940年4月には第54戦闘航空団（JG 54）/第II飛行隊となった。
ポーランド侵攻作戦中の1940年5月13日にフラバクは最初の作戦飛行で撃墜され（11回中の最初）、第二次世界大戦におけるドイツ空軍戦闘機パイロット最初の被撃墜者となった。フラバクの最初の戦果はフランスのポテ 63機であり、独仏休戦協定までに更に5機を撃墜した。バトル・オブ・ブリテンの期間中にJG 54の一員から8月26日にJG 54/第II飛行隊の飛行隊長になり、英空軍（RAF）戦闘機を相手に10機を撃墜した戦功によりヘルマン・ゲーリング国家元帥から直接騎士鉄十字章を授与された。

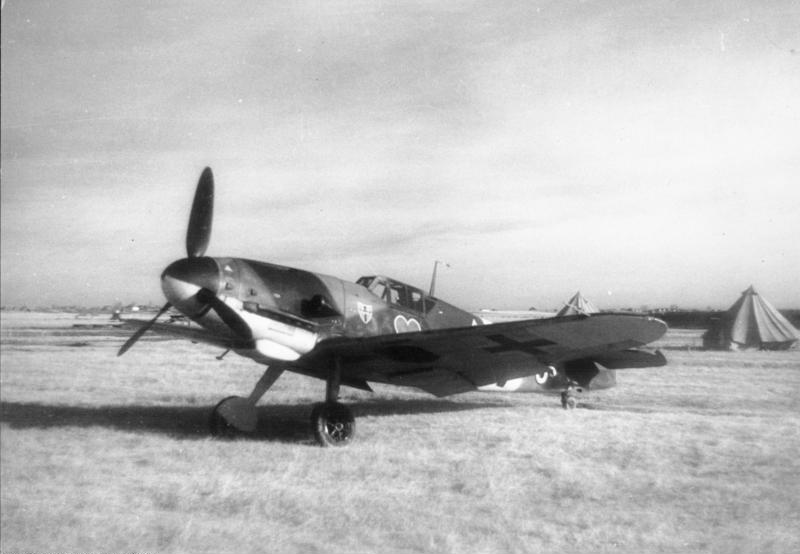
JG 54のメッサーシュミット Me109G（1942年8月）

フラバクはバルカン戦線 (第二次世界大戦)に参加し、ロシアでバルバロッサ作戦が始まると北部の戦線に転戦してレニングラード上空で戦った。1942年11月にJG 54を離れ、第52戦闘航空団（JG 52）の戦闘航空団司令に就任した。フラバクの指揮下でJG 52は１万機以上の戦果を挙げて最大の撃墜数を誇る戦闘航空団となった。1943年8月にフラバクは100機目を撃墜し、11月に337人目の柏葉付騎士鉄十字章の受章者となった。1944年9月20日に最後となる125機目の戦果を挙げた。
1944年10月にフラバクはJG 54に復帰し、大戦終了まで最後の戦闘航空団司令として務めた。ドイツ空軍に対するフラバクの最大の貢献は、その戦果の多寡ではなく指揮能力、戦術作戦能力、指導力の質の高さであり、これらにより指揮下の部下達から敬愛され、空軍指導部内での名声を獲得した。

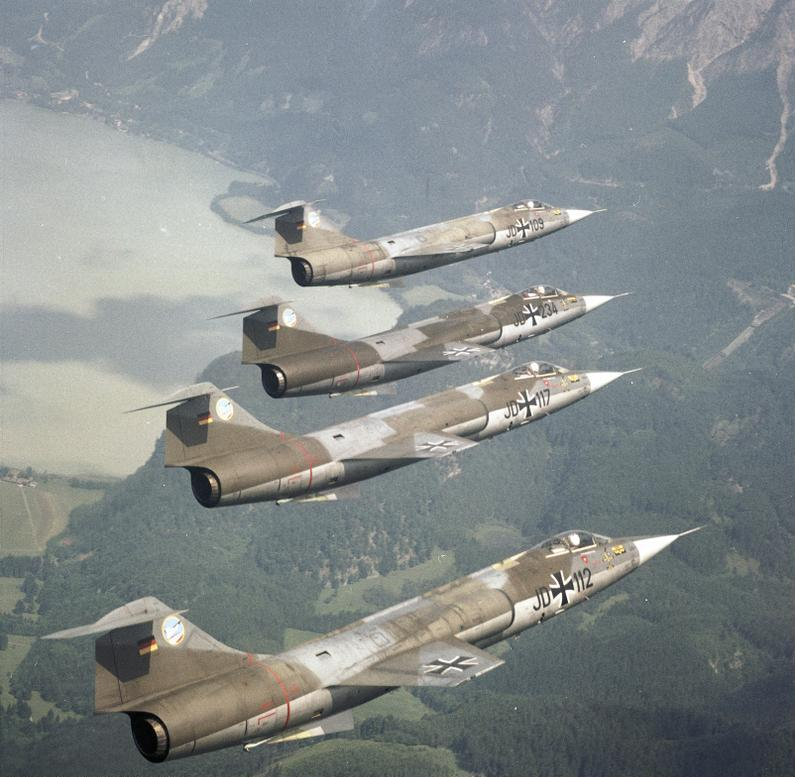
ドイツ連邦空軍のロッキード F-104 スターファイター

戦後フラバクは自動車と化学産業界で働いていたが、1953年に連邦首相のコンラート・アデナウアーから新しいドイツ連邦空軍の編成への助力を請われた。1956年にフュルステンフェルトブルックの高等パイロット訓練センターの指揮官となり、1962年には北部ドイツとオランダの防空責任者となった。1964年にフラバクはNATOの中央ヨーロッパ防空司令に任命され、その後ドイツ連邦空軍のロッキード F-104 スターファイター機導入計画の特別管理職に任命された。少将の地位でフラバクはドイツ連邦空軍の戦術コマンドを指揮した。
フラバク将軍は1995年9月15日にプファッヘンホーヘンで静かに死去した。

## 引用句
ディートリヒ・フラバクは以下の言辞で知られている。
「もし戦果を挙げて帰還しても僚機（Rottenflieger）を伴って帰ってこなければその戦闘は負けである。」

## 受勲
- 空軍名誉杯（1940年9月28日）[2]
- 空軍前線飛行章戦闘機パイロット金章・ペナント付
- ドイツ十字章金章（1944年9月28日）：第52戦闘航空団の中佐として[3]
- 鉄十字章（1939）
  - 2級（1939年9月15日）
  - 1級（1940年5月28日）
- 柏葉付騎士鉄十字章
  - 騎士鉄十字章（1940年10月21日）：第54戦闘航空団/第II飛行隊の飛行隊長の大尉として[4]
  - 柏葉 第337号（1943年11月25日）：第52戦闘航空団の戦闘航空団司令の中佐として[5]
- 国防軍軍報（Wehrmachtbericht）での言及（1944年9月3日）

### 国防軍軍報からの引用
| 日付                   | 国防軍軍報のオリジナル原稿 | 和訳（英訳から転訳） |
| ---------------------- | --- | --- |
| 1944年9月3日(addendum) | Das auf allen Kriegsschauplätzen bewährte Jagdgeschwader 52 erzielte unter Führung seine Kommodore, Eichenlaubträger Oberstleutnant Hrabak, seinen 10 000 Luftsieg. | 全ての戦域で十分な戦果を挙げてきた柏葉付騎士鉄十字章佩用フラバク中佐指揮下の第52戦闘航空団は、１万機目の撃墜を達成した。 |

## 参考
出典
1. ↑  Spick 1996, pp. 3–4.
2. ↑  Obermaier 1989, p. 59.
3. ↑  Patzwall and Scherzer 2001, p. 200.
4. ↑  Fellgiebel 2000, p. 236.
5. ↑  Fellgiebel 2000, p. 75.
6. ↑  Die Wehrmachtberichte 1939–1945 Band 3, p. 231.

参考文献
- Fellgiebel, Walther-Peer (2000). Die Träger des Ritterkreuzes des Eisernen Kreuzes 1939-1945. Friedburg, Germany: Podzun-Pallas. ISBN 3-7909-0284-5.
- Obermaier, Ernst (1989). Die Ritterkreuzträger der Luftwaffe Jagdflieger 1939 - 1945 (in German). Mainz, Germany: Verlag Dieter Hoffmann. ISBN 3-87341-065-6.
- Patzwall, Klaus D. and Scherzer, Veit (2001). Das Deutsche Kreuz 1941 - 1945 Geschichte und Inhaber Band II. Norderstedt, Germany: Verlag Klaus D. Patzwall. ISBN 3-931533-45-X.
- Schaulen, Fritjof (2003). Eichenlaubträger 1940 - 1945 Zeitgeschichte in Farbe I Abraham - Huppertz (in German). Selent, Germany: Pour le Mérite. ISBN 3-932381-20-3.
- Scherzer, Veit (2007). Die Ritterkreuzträger 1939–1945 Die Inhaber des Ritterkreuzes des Eisernen Kreuzes 1939 von Heer, Luftwaffe, Kriegsmarine, Waffen-SS, Volkssturm sowie mit Deutschland verbündeter Streitkräfte nach den Unterlagen des Bundesarchives (in German). Jena, Germany: Scherzers Miltaer-Verlag. ISBN 978-3-938845-17-2.
- Spick, Mike (1996). Luftwaffe Fighter Aces. New York: Ivy Books. ISBN 0-8041-1696-2.
- Die Wehrmachtberichte 1939–1945 Band 3, 1. Januar 1944 bis 9. Mai 1945 (in German). München: Deutscher Taschenbuch Verlag GmbH & Co. KG, 1985. ISBN 3-423-05944-3.